# Distrikt San José de Ushua
Der Distrikt San José de Ushua liegt in der Provinz Páucar del Sara Sara in der Region Ayacucho in Südzentral-Peru. Der Distrikt wurde am 20. Dezember 1955 gegründet. Er besitzt eine Fläche von 28,4 km². Beim Zensus 2017 wurden 233 Einwohner gezählt. Im Jahr 1993 lag die Einwohnerzahl bei 189, im Jahr 2007 bei 187. Sitz der Distriktverwaltung ist die 3040 m hoch gelegene Ortschaft San José de Ushua mit 153 Einwohnern (Stand 2017). San José de Ushua liegt 14 km ostnordöstlich der Provinzhauptstadt Pausa.

## Geographische Lage
Der Distrikt San José de Ushua liegt in der Cordillera Volcánica im zentralen Südosten der Provinz Páucar del Sara Sara. Die Längsausdehnung in Ost-West-Richtung beträgt 13,5 km, die maximale Breite 3,5 km. Er wird im Nordwesten von den Flüssen Río Maranhuara und Río Oyolo begrenzt. Im Osten reicht der Distrikt bis an die Südwestflanke des 4923 m hohen Berges Puka Urqu.
Der Distrikt San José de Ushua grenzt im Süden an den Distrikt Corculla, im Südwesten an den Distrikt Colta, im Norden an den Distrikt Oyolo sowie im äußersten Osten an den Distrikt Charcana (Provinz La Unión).

## Ortschaften
Neben dem Hauptort gibt es folgende größere Ortschaften im Distrikt:
- Mataya
- Oroccahua